# دست‌هایم را در باغچه می‌کارم
دست‌هایم را در باغچه می‌کارم کتابی از فروغ فرخزاد با تصویرگری هدی حدادی است که در سال ۱۳۹۸ از سوی نشر میرماه منتشر و در سال ۲۰۲۰ در فهرست کلاغ سفید قرار گرفت.